# Pumbedita

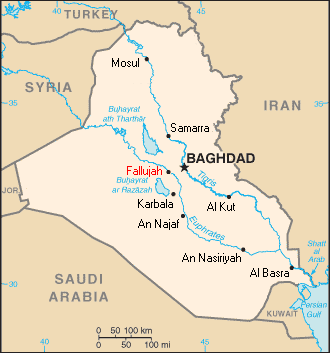
Falluja è l'attuale nome della città che al tempo dell'impero babilonese era chiamata Pumbedita

Pumbedita è l'antico nome dell'attuale Falluja. Fu famosa per essere stata uno dei grandi centri di erudizione talmudica sotto l'impero babilonese. La sua accademia talmudica vi venne fondata da Rav Yehouda ed esercitò una forte influenza culturale nella comunità ebraica per oltre ottocento anni.

## La yeshiva di Pumbedita
Dopo la morte dei primi due Rosh Yeshiva della scuola di Sura, Rav e Shmouel e dopo la nomina di Rav Houna a direttore di quella scuola, Rav Yehouda si recò a Pumbedita per fondarvi una yeshivah. Già durante la sua vita e ancora di più nei secoli seguenti la scuola di Pumbedita guadagnò una reputazione presso il mondo ebraico. Durante i suoi ottocento anni di esistenza molti furono di Rosh yeshiva riconosciuti come grandi della Torah. Tra questi Rabba, Rav Yossef, Abaye, Rava, Rav Yosse il Sabora, Rav Simona, Rabba Gaon, Paltoï Gaon, Sherira Gaon e suo figlio Haï Gaon.
Dopo la chiusura del Talmud di Babilonia tra il (499-589), fu la sola a dispensare dei corsi organici a causa delle molte persecuzioni dagli ebrei a Sura. Per un breve periodo, quando anche a Pumbedita vi furono delle persecuzioni, venne trasferita nella vicina città di Firuz Châpûr. Nel 589 nella sede abituale sotto Rav Hanan d'Iskiya che fu il primo rettore dell'era Gueomnim. 
Nell'890 essa venne trasferita a Baghdad poiché gli ebrei abbandonarono le originali attività agricole per il commercio, queste attività erano meglio espletate in una grande città che nella campagna. Essa mantenne il nome originale. Responsabile della scuola a Babilonia non fu più un rosh yeshiva ma l'esilarca Hizqiya bar David che venne giustiziato venti anni dopo dal califfo e la yeshiva venne definitivamente chiusa.

### Rosh yeshiva della yeshiva di Pumbedita
1. Zugot
2. Tannaim
3. Amoraim
4. Savoraim
5. Gaonim
6. Rishonim
7. Acharonim

#### Era degli Amoraim
- Rav Yehouda bar Yehezqel - fondatore e primo Rosh Yeshiva; discepolo di Rav e Shmouel
- Rabba bar Nahmani
- Rav Yossef
- Abaye
- Rava - dopo la morte di Abaye, la yeshiva si spostò a Mahoza
- Rav Nahman bar Itzhak
- Rav Sama berei deRava

#### Era dei Saboraim
- Rav Yosse
- Rav Simona
- Rav Revaï MeRov - trasferì la yeshiva per 50 anni, a causa delle persecuzioni.

#### Era dei Gheonim
Fonte lista:
- Mar Rav Ḥanan d'Isḳiya - 589
- Mar ben Rav Ḥanan d'Isḳiya
- Mar Rav Mari bar Rav Dimi - circa 591
- Mar Rav Ḥanina (contemporaneo di Maometto)
- Mar Rav Ḥana - circa 630
- Mar R. Isaac (a Firuz Çapur)
- Mar Rav Rabba - dopo il 651
- Mar Rav Bossaï - dopo il 660
- Mar Rav Houna Mari ben Mar Rav Yossef - dopo il 689
- Mar Rav Ḥiyya MeMishan - dopo il 700
- Mar Rav Rabiya - dopo il 710
- Mar Rav Naṭronaï ben Mar Nehemia (detto anche Mar Rav Yanqa) - dopo il 719
- Rav Yehouda Gaon - dal 730
- Mar Rav Yossef Gaon (detto Mar Kitnaï) - 739-748
- Rav Shmouel ben Mar Rav Mar (ou Mari) - 748-755
- Rav Natroï Kahan ben b. Mar Aḥnaï, (contemporaneo e aiutante di Ahaï Gaon) - 755-761
- Mar Rav Abraham Kahana - verso il 681
- Rav Dodaï ben Mar Rav Naḥman (fratello di Yehoudaï Gaon) - 761-767
- Rav Ḥananya ben Rav Mesharsheya - 767-771
- Rav Malka ben Mar Rav Aḥa. - 771-773
- Rav Rabba (Abba) bar Dodaï (antenato di Sherira Gaon) - 773-782
- Rav Shinwaï - 782
- Rav Ḥaninaï Kahana (figlio di Rav Abraham Kahana) - 782-786
- Mar Rav Huna haLevi ben Mar Isaac - 786-788
- Rav Menashe ben Mar Rav Yosseph - 788-796
- Mar Rav Yeshaiya haLevi ben Mar Rav Abba - 796-798
- Mar Rav Yosseph ben Mar Rav Shila - 798-804
- Mar Rav Kahana, fils de Ḥaninaï Gaon (Rav Ḥaninaï Kahana) - 804-810
- Mar Rav Aboumaï, fratello di Ḥaninai Gaon - 810-814
- Mar Rav Yosseph ben Mar Rav Abba - 814-816
- Mar Rav Abraham ben Mar Rav Sherira - 816-828
- Rav Yosseph ben Mar Rav Ḥiyya - 828-833
- Mar Rav Itzhaq ben Mar Rav Hanania (altre fonti riportano, Ḥiyya) - 833-839
- Rav Yosseph ben Mar Rav Abba - 839-841
- Rav Palṭoï ben Mar Rav Abaye - 841-858
- Mar Rav Aḥaï Kahana ben Mar Rav Mar - 858
- Rav Menahem ben Mar Rav Yosseph Gaon ben Ḥiyya - 858-860
- Rav Mattithyahou ben Mar Rav Rabbi - 860-869
- Rav Abba ben Mar Rav Ammi ben Shmouel - 869-872
- Mar Rav Ẓemaḥ ben Mar Palṭoï Gaon (autore della prima Aroukh) - 872-889
- Rav Haï ben Rav Mar David - 889-896
- Mar Rav Ḳimoï ben Rav Aḥaï Gaon - 896-905
- Yehoudaï ben Mar Rav Shmouel Resh Kallah
- Rav Mevasser Kahana ben Mar Rav Ḳimoï Gaon - 905-917
- Rav Kohen Ẓedeḳ Kahana ben Mar Rav Yosseph - 917-935
- Rav Ẓemaḥ ben Mar R. Kafnaï (secondo alcuni Pappai) - 935-937
- Mar Rav Hanania ben Mar Rav Yehoudaï Gaon (padre di Sherira Gaon) - 937-943
- Rav Aharon ben Mar Rav Yosseph haCohen - 943-960
- Rav Nehemiah ben Mar Rav Kohen Ẓedeḳ - 960-968
- Rav Sherira Gaon, la cui epistola costituì la base della Storia giudaica tradizionale - 968-1006
- Rav Haï Gaon - 1004-1038. La sua morte è considerata come la fine dell'era dei Geonim
- Rav Hizkia ben David, discendente di David ben Zakkaï, fu esilarca di Baghdad, dove venne torturato e quindi condannato a morte dal califfo abbaside nel 1040.